# Список умерших в 521 году

## Июль
- 17 июля — Магн Феликс Эннодий, христианский писатель и поэт, епископ Павии, святой.

## Ноябрь
- 29 ноября — Иаков Серугский, один из подвижников сирийской поэзии и богословия.

## Дата смерти неизвестна или требует уточнения
- Бьюит Монастербойский, святой чудотворец Монастербойский и Шотландский.
- Кёмджи[англ.] — правитель Кымгван Кая (492—621)
- Павел Иудей — антиохийский патриарх (518/519 — 520/521), первый православный патриарх в Антиохии после разделения церкви на халкидонскую и не-халкидонскую.
- Теодор и Прокул[фр.] — епископы Тура (519—521)
- Чжоу Синси[кит.] — китайский придворный учёный при дворе императора У-ди (Южная Лян), автор «Тысячесловия».

| ← в 520 году | Список умерших в 521 году | в 522 году → |